# Клепечихинский сельсовет
Клепечихинский сельсовет — муниципальное образование со статусом сельского поселения и административно-территориальное образование в Поспелихинском районе Алтайского края России. Административный центр — село Клепечиха.

## Демография
По результатам Всероссийской переписи населения 2010 года, численность населения муниципального образования составила 1431 человек, в том числе 691 мужчина и 740 женщин. Оценка Росстата на 1 января 2012 года — 1369 человек.

## Населённые пункты
В состав сельского поселения входит 2 населённых пункта:
- посёлок Берёзовка,
- село Клепечиха.